# Tamnokapi zovoj
Tamnokapi zovoj (lat. Pterodroma longirostris) je vrsta morske ptice iz porodice zovoja. Duga je 26-31 cm, s rasponom krila 53-66 cm.
Ova vrsta je vrlo pelagična, rijetko se približava kopnu, osim zbog  gniježđenja i odgajanja mladunaca. Pojavljuje se u Tihom oceanu, gnijezdeći se na planini Cerro de Los Inocentes otočja Juan Fernández kod Čilea. To je transekvatorijalna selica, koja pronalazi put do suptropskih voda Japana prije nego što se vrati na svoja mjesta gniježđenja. Zabilježeno je pojavljivanje ove vrste daleko od zapadne obale Sjedinjenih Država.
Gnijezdi se u dupljama. Preferira padine i grebene u područjima gustih šuma paprati. Populacija ove ptice opada zbog mačaka unesenih na otoke na kojima se razmnožava. Smatra se ranjivom vrstom zbog ograničenog područja razmnožavanja.
Engleski naziv (en:Stejneger's petrel) dobila je u znak sjećanja na norveškog ornitologa Leonharda Hessa Stejnegera.

## Vanjske poveznice
- "National Geographic" terenski vodič kroz ptice Sjeverne Amerike ISBN 0-7922-6877-6
- Morske ptice, vodič za prepoznavanje Peter Harrison, (1983.) ISBN 0-7470-1410-8
- Handbook of the Birds of the World Vol 1, urednik Josep del Hoyo, ISBN 84-87334-10-5

### Ostali projekti
|  | Zajednički poslužitelj ima još gradiva o temi Pterodroma longirostris |
|  | Wikivrste imaju podatke o taksonu Pterodroma longirostris             |